# ヨーロッパ (歌)
ヨーロッパ（アルバニア語: Evropa）は、セルビアから事実上独立しているコソボ共和国の国歌である。歌詞のない国歌のひとつ。
2008年3月にコソボ議会は国歌の公募を行い、6月11日に議会が採用した。それまではアルバニアの国歌である旗への賛歌が式典で使用されていた（旗への賛歌は、公募の際にも候補として挙げられていた）。ただし独立宣言はコソボ国歌ではなく、歓喜の歌（欧州の歌）が演奏された。これは独立に向けて支援を行った欧州連合（EU）に対して感謝を示すためだとされる。
コソボ地位問題が解決していないため、コソボを独立国家として承認していない国家も多数存在する。それに伴い国際競技大会では国歌が演奏されないこともある。一例として、2022 FIFAワールドカップ・ヨーロッパ予選では会場所在国のスペイン（コソボ未承認）から国歌の演奏を認められず、コソボ・サッカー連盟が抗議を行った。

## 選考基準
公募の際に、議会は以下の選考基準を設けた。
- 独自性、独創性があり、明確である。
- 長さは30秒以上、60秒以下。
- 提出作品に歌詞をつけても良いが、実際に採用するものには歌詞を付けない。
- 多民族性を反映したもの。特定の民族を称えてはならない。

歌詞が存在しない理由として、国内のアルバニア人とセルビア人の対立が挙げられる。コソボはアルバニア人が主体の国ではあるが、セルビア人も一定数居住しており、双方の住民同士が衝突することもあった。そのため歌詞についてどちらかの言語を採用するか難しい状態にあった。なお多民族国家を標榜するコソボでは、国旗や国章といった他の国の象徴でも同じ制約が設けている。

## 非公式歌詞（アルバニア語ゲグ方言）
先述のとおり歌詞は存在しない。以下はあくまで非公式の歌詞である。
O mëmëdhe i dashur, vend i trimnisë
Çerdhe e dashurisë
N`ty shqipet fluturojnë dhe yjet ndriçojnë
Vend i të parëve tonë
Ti qofsh bekue për jetë e mot
O nënë e jonë
Ne të dalim Zot
O mëmëdhe i dashur, vend i trimnisë
Çerdhe e dashurisë